# Chlorure cyanurique
Le chlorure cyanurique est un composé chimique de formule (NCCl)3. C'est un dérivé chloré de la 1,3,5-triazine. C'est un trimère du chlorure de cyanogène.

## Propriétés
Le chlorure cyanurique se présente sous la forme d'une poudre cristalline blanche à l'odeur de dichlore ou d'acide chlorhydrique. À l'air sec, même par température élevée il est stable, mais dès la présence d'humidité, il s'hydrolyse en acide cyanurique et acide chlorhydrique. La vitesse de cette hydrolyse dépend fortement de la température et du pH. Dans une solution tamponnée à pH = 7 d'eau glacée, il est stable pendant plusieurs heures, mais dès que la température dépasse 10 °C, l'hydrolyse se produit, d'autant plus rapidement que la température augmente, aidée par le fait qu'elle est autocatalysée par l'acide chlorhydrique.

## Synthèse
Le chlorure cyanurique est préparé en deux étapes.
- La première étape est la chloration du cyanure d'hydrogène en chlorure de cyanogène

HCN  +  Cl2  →  ClCN  +  HCl
- la deuxième étape consiste en la trimérisation du chlorure de cyanogène en chlorure cyanurique

3 ClCN  →  (ClCN)3
En 2005, approximativement 200 000 tonnes de chlorure cyanurique furent produites.

## Utilisation

### Pesticides, colorants
Environ 70 % du chlorure cyanurique sert à synthétiser des pesticides de la classe des triazines, en particulier l'atrazine. Ces réactions reposent sur la bonne labilité des atomes de chlore, substitués par des amines :
(ClCN)3  + ( RNH2) 2 →  (RNHCN)(ClCN)2  +  RNH3+Cl−
Le chlorure cyanurique est aussi utilisé comme précurseur de colorants et d'agents de réticulation. La plus grande classe de colorants concernés est les triazines-stilbènes sulfonatés utilisés comme agents azurants.

### Synthèse organique
Le chlorure cyanurique est utilisé comme réactif pour convertir les alcools et les acides carboxyliques en respectivement chlorure d'alkyle et chlorure d'acyle :
Il est aussi utilisé comme déshydratant et pour « activer » les acides carboxyliques afin de les réduire en alcools. Lorsqu'il est chauffé en présence de diméthylformamide (DMF) on obtient le  réactif de Gold, Me2NCH=NCH=NMe2+Cl−, une source polyvalente pour les aminalkylations et un précurseur d'hétérocycles,.
Les atomes de chlore du chlorure cyanurique sont facilement remplaçables par des amines pour former par exemple la mélamine qui peut à son tour être utilisée dans la synthèse de dendrimères,:
ou dans la synthèse de ligands récepteurs d'adénosine expérimentaux: